# 9 april
9 april is de 99ste dag van het jaar (100ste in een schrikkeljaar) in de gregoriaanse kalender. Hierna volgen nog 266 dagen tot het einde van het jaar.

## Gebeurtenissen
- Algemeen
  - 1990 - Vier Britse militairen komen om het leven als hun voertuig op een landmijn rijdt bij Downpatrick in het zuidoosten van de Noord-Ierse provincie County Down.
  - 2005 - Prins Charles van Groot-Brittannië treedt in het huwelijk met Camilla Parker Bowles, een dag later dan de bedoeling was vanwege de uitvaart van Paus Johannes Paulus II in Vaticaanstad.[1]
  - 2011 - Een 24-jarige man schiet in het rond in winkelcentrum De Ridderhof in Alphen aan den Rijn waarbij 7 doden vallen, inclusief de dader.
  - 2017 - Zeker 44 mensen komen om bij twee Bomaanslagen in Egypte op Palmzondag 2017.
  - 2021 - Zware brand in Opwijk. Acht appartementen branden volledig uit en er valt één dodelijk slachtoffer.
  - 2024 - Een explosie in een waterkrachtcentrale bij het Meer van Suviana (Italië) eist enkele dodelijke en gewonde slachtoffers. Volgens lokale autoriteiten zou de explosie mogelijk veroorzaakt kunnen zijn door een defect in een van de turbines. Volgens eigenaar Enel is er geen schade aan de stuwdam bij de centrale.[2]

- Media
  - 2016 - De laatste tv-aflevering van Campinglife wordt uitgezonden. Het programma met presentator Sander Janson was vanaf 2001 op de buis.

- Oorlog
  - 1609 - Begin van het Twaalfjarig Bestand tussen Spanje en de Republiek der Zeven Verenigde Nederlanden tijdens de Tachtigjarige oorlog.
  - 1865 - Met de overgave van generaal Robert E. Lee eindigt de Amerikaanse Burgeroorlog.
  - 1917 - Canadezen veroveren Vimy Ridge tijdens een offensief bij Arras.
  - 1918 - Succesvolle Duitse aanval in Vlaanderen.
  - 1940 - Tweede Wereldoorlog: Duitsland valt Denemarken en Noorwegen binnen.
  - 1942 - Tweede Wereldoorlog: in Kamp Amersfoort worden 77 krijgsgevangen soldaten uit de Sovjet-Unie gefusilleerd.

- Politiek
  - 193 - Lucius Septimius Severus, gouverneur van Pannonië, wordt door de Donau-legioenen uitgeroepen tot keizer van Rome.
  - 1217 - Peter II van Courtenay wordt door Paus Honorius III gekroond tot keizer van het Latijnse Keizerrijk van Constantinopel.
  - 1852 - Eedaflegging van de latere koning Leopold II in de Belgische Senaat.
  - 1918 - Letland verklaart zich onafhankelijk.
  - 1989 - Sovjettroepen maken hardhandig een einde aan een anti-Sovjet en pro-onafhankelijkheidsdemonstratie van duizenden Georgiërs in Tbilisi. Er vallen 21 doden en honderden gewonden.
  - 1990 - De presidentiële raad van Sovjet-president Michail Gorbatsjov kondigt nieuwe "economische, politieke en andere maatregelen" aan tegen de zelfuitgeroepen Litouwse onafhankelijkheid.
  - 1991 - Georgië roept de onafhankelijkheid uit.
  - 1991 - In Polen begint de aftocht van de in totaal 60.00 aldaar gelegerde Sovjet-troepen.
  - 2000 - Bij presidentsverkiezingen in Georgië wordt Edoeard Sjevardnadze met bijna 80% van de stemmen herkozen als president. Alhoewel niet getwijfeld wordt aan zijn zege, worden de cijfers ongeloofwaardig geacht.

- Religie
  - 475 - Keizer Basiliscus voert een encycliek (littera encyclica) in tegen de Chalcedonische kerken in het Oost-Romeinse Rijk.
  - 1555 - Marcello Cervini wordt Paus Marcellus II.
  - 1657 - Paus Alexander VII creëert tien nieuwe kardinalen, onder wie de Italiaanse curieprelaat Giulio Rospigliosi.

- Recreatie
  - 1998 - In de Efteling wordt de attractie Vogel Rok geopend.
  - 2011 - In het Familiepark Drievliet worden de attracties Kwal, Nautilus, Draaikolk en Glijbaan Brigade geopend.

- Sport
  - 1899 - Cercle Sportif Brugeois (Cercle Brugge) wordt opgericht binnen de muren van de school van de broeders Xaverianen.
  - 1928 - Betaald voetbal club "Tot Ons Plezier" (TOP Oss) wordt opgericht in Oss
  - 1974 - Opening van het Ghenceastadion, een voetbalstadion in Boekarest, Roemenië en de thuisbasis van Steaua Boekarest.
  - 1977 - Jan Raas wint voor de eerste keer Nederlands enige wielerklassieker, de Amstel Gold Race.
  - 1979 - Björn Borg lost Jimmy Connors na 84 weken af als nummer één op de wereldranglijst der tennisprofessionals, nadat de Zweed die positie in 1977 ook al één week in handen heeft gehad.
  - 2017 - Tom Boonen rijdt zijn laatste Parijs-Roubaix en neemt afscheid van de wielersport.
  - 2023 - Mathieu van der Poel wint voor het eerst in zijn loopbaan de wielerklassieker Parijs-Roubaix. De Belg Jasper Philipsen blijft vervolgens op de finish zijn landgenoot Wout van Aert net voor.[3]

- Wetenschap en technologie
  - 1872 - Samuel R. Percy verkrijgt octrooi op melkpoeder.
  - 1959 - NASA introduceert de allereerste astronautenklas. Deze militaire testpiloten moeten missies met het Mercury ruimtevaartuig gaan vliegen en worden daarom 'the Mercury 7' genoemd.[4]
  - 2007 - Apple maakt bekend dat er wereldwijd 100 miljoen iPods verkocht zijn.
  - 2024 - Copernicus, het aardobservatieprogramma van de Europese Unie, maakt bekend dat maart 2024 wereldwijd de warmste maartmaand is die tot nu toe is gemeten met een temperatuur die 0,10 °C hoger ligt dan de voorgaande warmste maart, die van het jaar 2016. Het is de 10e maand op rij die recordwarm is verlopen. Ook de wereldwijde gemiddelde temperatuur van het zeeoppervlak was recordhoog.[5]

## Geboren

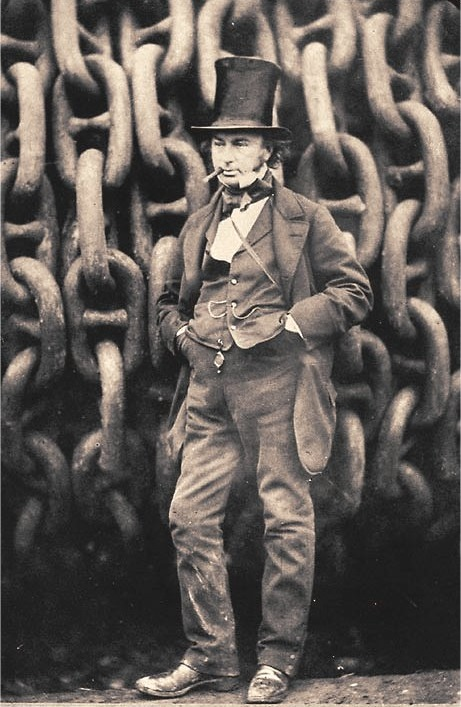
Isambard Kingdom Brunel,
geboren in 1806

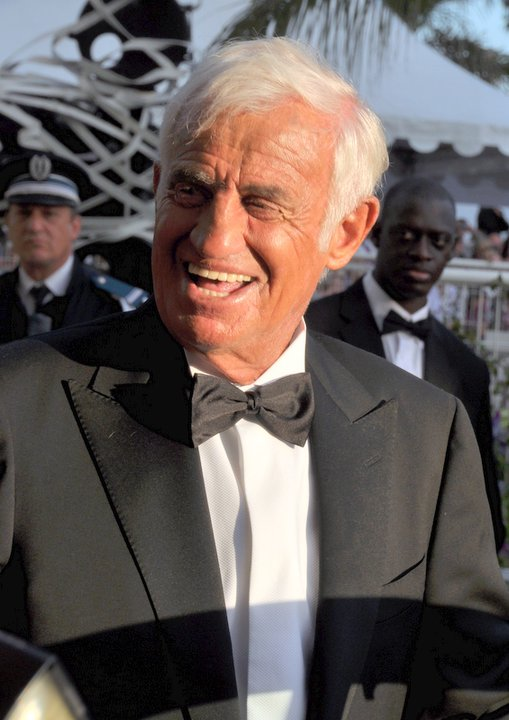
Jean-Paul Belmondo,
geboren in 1933

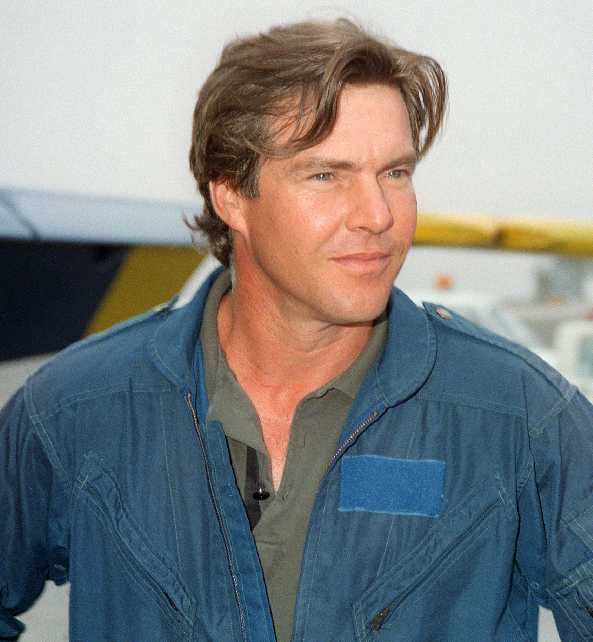
Dennis Quaid,
geboren in 1954

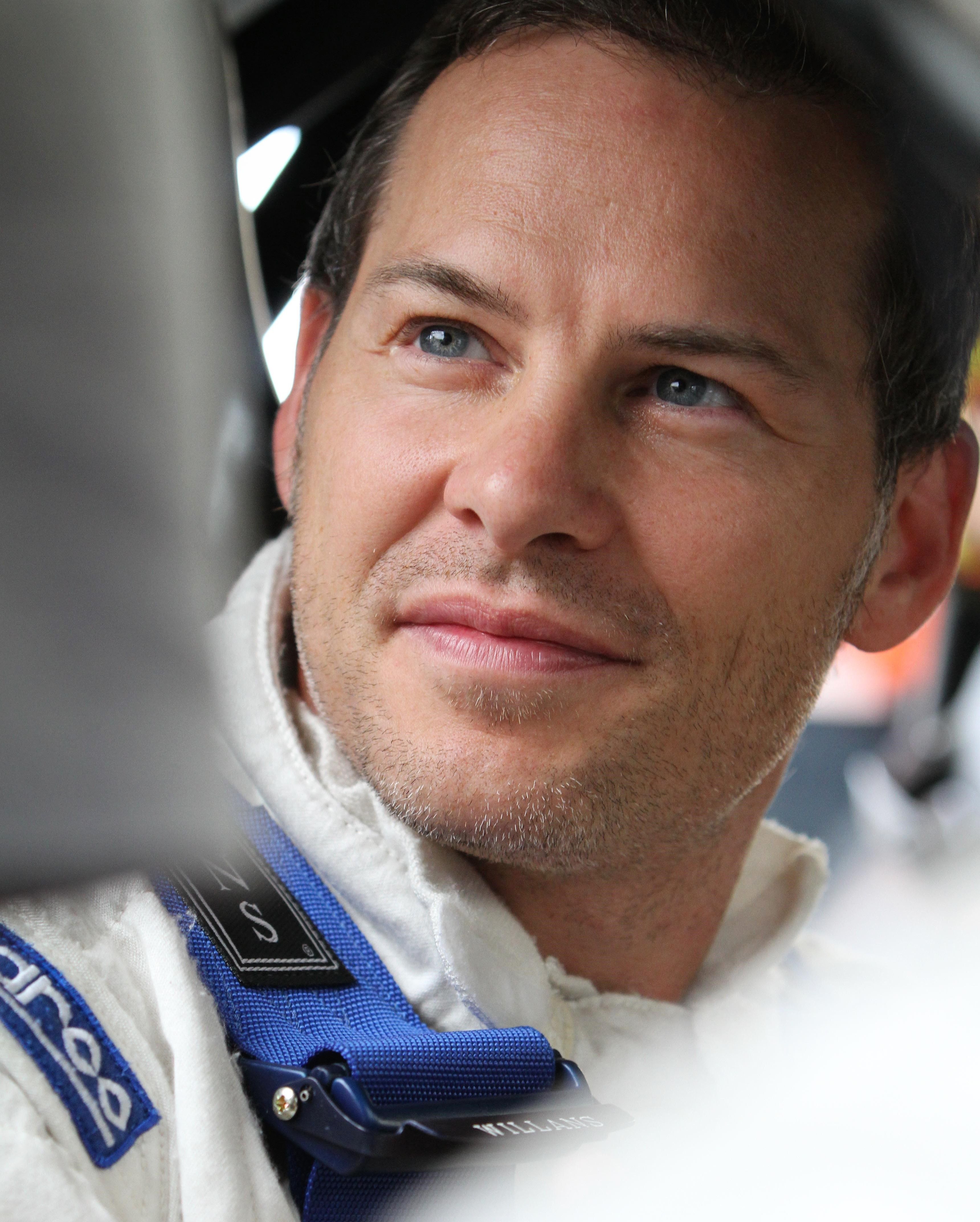
Jacques Villeneuve,
geboren in 1971

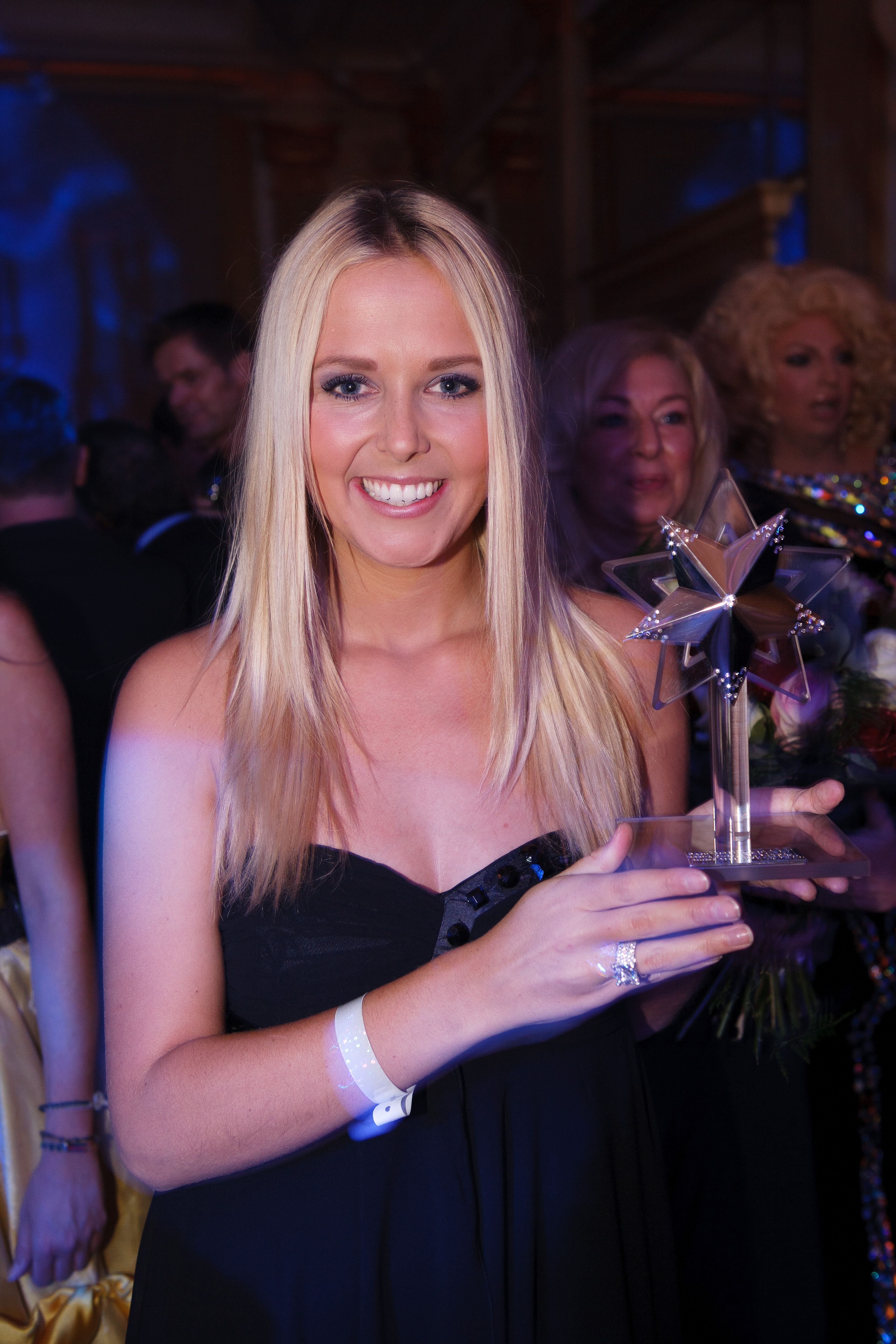
Monique Smit in 2010,
geboren in 1989

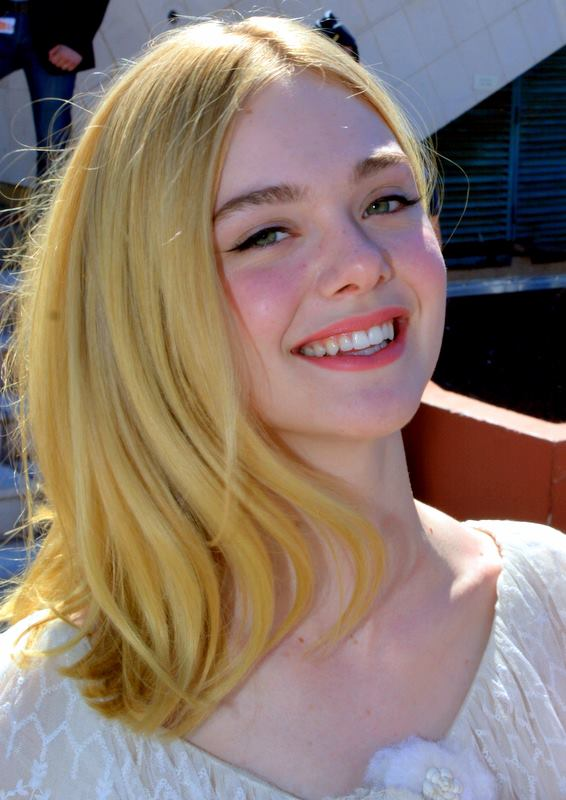
Elle Fanning,
geboren in 1998

- 1336 - Timoer Lenk, Mongoolse krijgsheer en stichter van het Timoeridische rijk en de dynastie der Timoeriden (overleden 1405)
- 1634 - Albertine Agnes van Nassau, regentes van Friesland, Groningen en Drenthe (overleden 1696)
- 1806 - Isambard Kingdom Brunel, Brits ingenieur (overleden 1859)
- 1806 - Adolphe de Vrière, Belgisch politicus en volksvertegenwoordiger (overleden 1885)
- 1808 - Philipp Christoph Zeller, Duits entomoloog (overleden 1883)
- 1822 - Willem Johan Lucas Grobbée, Nederlands politicus (overleden 1907)
- 1830 - Eadweard Muybridge, Engels fotograaf (overleden 1904)
- 1834 - Edmond Laguerre, Frans wiskundige (overleden 1886)
- 1835 - Leopold II van België, koning van België (overleden 1909)
- 1835 - Willem Carel Nakken, Nederlands kunstschilder, aquarellist en tekenaar (overleden 1926)
- 1848 - Johan Frederik Kruse, Nederlands orgelbouwer (overleden 1907)
- 1850 - George Huntington, Amerikaans huisarts (overleden 1916)
- 1869 - Élie Cartan, Frans wiskundige (overleden 1951)
- 1872 - Léon Blum, Frans politicus (overleden 1950)
- 1874 - Albin Lermusiaux, Frans atleet (overleden 1940)
- 1893 - Charles E. Burchfield, Amerikaans kunstschilder (overleden 1967)
- 1898 - Edward Jennings, Amerikaans stuurman bij het roeien (overleden 1975)
- 1898 - Curly Lambeau, Belgisch-Amerikaans footballspeler (overleden 1965)
- 1898 - Paul Robeson, Amerikaans spiritualzanger (overleden 1976)
- 1899 - Hans Jeschonnek, Duits generaal (overleden 1943)
- 1903 - Ward Bond, Amerikaans acteur (overleden 1960)
- 1906 - Antal Doráti, Hongaars dirigent (overleden 1988)
- 1908 - Victor Vasarely, Frans-Hongaars schilder (overleden 1997)
- 1909 - Rudolf Springer, Duits kunsthandelaar en galeriehouder (overleden 2009)
- 1916 - Phil Medley, Amerikaans songwriter (overleden 1997)
- 1917 - Brad Dexter, Amerikaans acteur (overleden 2002)
- 1917 - Gré Visser, Nederlands verzetsstrijdster en Rechtvaardige onder de Volkeren (overleden 2012)
- 1918 - Jørn Utzon, Deens architect (overleden 2008)
- 1920 - Alex Moulton, Brits ingenieur en uitvinder (overleden 2012)
- 1922 - Johnny Thomson, Amerikaans autocoureur (overleden 1960)
- 1922 - Albert Weinberg, Belgisch striptekenaar (overleden 2011)
- 1925 - David Huffman, Amerikaans informaticus (overleden 1999)
- 1925 - Joop van Os, Nederlands (tv-)journalist en presentator (overleden 1995)
- 1925 - Paula Sémer, eerste Belgisch tv-presentatrice (overleden 2021)
- 1926 - Hugh Hefner, Amerikaans tijdschrift-uitgever (overleden 2017)
- 1926 - Herman Van Elsen, Belgisch politicus (overleden 2013)
- 1927 - John Cripps, Brits-Australisch horticulturist die de Pink Lady ontwikkelde (overleden 2022)
- 1927 - Enny Denita, Belgisch danseres en -zangeres (overleden 2022)
- 1928 - Tom Lehrer, Amerikaans singer-songwriter/pianist/wiskundige (overleden 2025)
- 1930 - Carel Knoppers, Nederlands politicus (overleden 2021)
- 1930 - Wallace McCain, Canadees ondernemer (overleden 2011)
- 1932 - Carl Perkins, Amerikaans rockabilly zanger en gitarist (overleden 1998)
- 1933 - Jean-Paul Belmondo, Frans acteur (overleden 2021)
- 1933 - Franco Marini, Italiaans politicus (overleden 2021)
- 1934 - Jaap van der Doef, Nederlands politicus (overleden 2025)
- 1934 - Michael Graves, Amerikaans architect en designer (overleden 2015)
- 1935 - Aulis Sallinen, Fins componist/muziekpedagoog
- 1935 - Derk Snoep, Nederlands museumdirecteur (overleden 2005)
- 1935 - Reuben Wilson, Amerikaans jazzorganist (overleden 2023)
- 1936 - Ghassan Kanafani, Palestijns schrijver en toneelschrijver (overleden 1972)
- 1936 - Sadik Šehić, Bosnisch schrijver (overleden 2009)
- 1936 - Michael Somare, Papoea-Nieuw-Guinees politicus (overleden 2021)
- 1938 - Viktor Tsjernomyrdin, Russisch politicus (overleden 2010)
- 1939 - Maarten Etmans, Nederlands schaker
- 1939 - Michael Learned, Amerikaans actrice
- 1940 - Jan Mans, Nederlands burgemeester (overleden 2021)
- 1941 - Mario Terán, Boliviaans onderofficier (overleden 2022)
- 1942 - Petar Nadoveza, Kroatisch voetballer en voetbalcoach (overleden 2023)
- 1945 - Steve Gadd, Amerikaans drummer
- 1946 - Les Gray, Brits leadzanger (overleden 2004)
- 1946 - Manuel José, Portugees voetballer en voetbalcoach
- 1947 - Marie-Louise Bemelmans-Videc, Nederlands kindactrice en senator (overleden 2021)
- 1948 - Patty Pravo, Italiaans zangeres
- 1949 - Ynskje Penning, Nederlands schrijfster en beeldhouwster
- 1952 - Jerzy Szmajdziński, Pools politicus (overleden 2010)
- 1953 - Christine Van Broeckhoven, Belgisch onderzoekster en politica
- 1954 - Vladimir Belov, Russisch schaatser (overleden 2021)
- 1954 - Dennis Quaid, Amerikaans acteur
- 1954 - Iain Duncan Smith, Engels politicus
- 1954 - Ilona Uhlíková, Tsjechisch tafeltennisster
- 1955 - Theo Bierkens, Nederlands cameraman
- 1956 - Miguel Ángel Russo, Argentijns voetballer en trainer
- 1957 - Severiano Ballesteros, Spaans golfkampioen (overleden 2011)
- 1959 - Eddy Snelders, Belgisch voetballer
- 1962 - Glen Dell, Zuid-Afrikaans piloot (overleden 2013)
- 1963 - Marc Jacobs, Amerikaans modeontwerper
- 1964 - Christel Jennis, Belgisch atlete
- 1964 - Norman Madhoo, Guyaans darter
- 1964 - Mario Pinedo, Boliviaans voetballer
- 1965 - Helen Alfredsson, Zweeds golfster
- 1965 - Paolo Canè, Italiaans tennisser
- 1965 - Astrid Nienhuis, Nederlands burgemeester
- 1966 - Thomas Doll, Duits voetballer en voetbaltrainer
- 1966 - Hennie Dompeling, Nederlands kleiduivenschutter (overleden 2023)
- 1966 - Cynthia Nixon, Amerikaans actrice
- 1966 - Chris Scharmin, Belgisch wielrenner
- 1967 - Sacha de Boer, Nederlands presentatrice
- 1967 - Sam Harris, Amerikaans filosoof en non-fictie auteur
- 1968 - Marie-Claire Restoux, Frans judoka
- 1969 - Mandy Huydts, Nederlands zangeres
- 1971 - Austin Peck, Amerikaans acteur
- 1971 - Jens Risager, Deens voetballer
- 1971 - Jacques Villeneuve, Canadees autocoureur
- 1972 - Alain Berset, Zwitsers politicus
- 1972 - Margarita Fullana, Spaans wielrenster en mountainbikester
- 1973 - Kenan Durmuşoğlu, Turks-Nederlands voetballer
- 1973 - Bart Goor, Belgisch voetballer
- 1974 - Joeri Bilonoh, Oekraïens atleet
- 1974 - Jenna Jameson, Amerikaans pornoactrice
- 1975 - Robbie Fowler, Engels voetballer
- 1975 - Aus Greidanus jr., Nederlands acteur en toneelschrijver
- 1975 - Alan Kelly, Iers voetbalscheidsrechter
- 1976 - Le Rat Luciano (Christophe Carmona), Frans rapper
- 1977 - Alexandru Popovici, Moldavisch voetballer
- 1977 - Gerard Way, Amerikaans zanger
- 1978 - Jorge Andrade, Portugees voetballer
- 1978 - Petra Kagchelland, Nederlands actrice
- 1978 - Vesna Pisarović, Kroatisch zangeres
- 1978 - Veronica Taylor, Amerikaans stemactrice
- 1979 - Michael Aguilar, Belizaans atleet
- 1979 - Graeme Brown, Australisch wielrenner
- 1979 - Ryan Cox, Zuid-Afrikaans wielrenner (overleden 2007)
- 1979 - Kevin van Dessel, Belgisch voetballer
- 1979 - Lavalu, Nederlands singer-songwriter
- 1980 - Dimiria Hapsari, Indonesisch zangeres
- 1980 - Jerko Leko, Kroatisch voetballer
- 1980 - Dmitri Nossov, Russisch judoka
- 1981 - Ireneusz Jeleń, Pools voetballer
- 1981 - Scott McGregor, Australisch acteur
- 1981 - Gavin Noble, Iers triatleet
- 1982 - Carlos Hernández, Costa Ricaans voetballer
- 1982 - Liesbeth Mau Asam, Nederlands shorttrackster
- 1983 - Lukáš Dlouhý, Tsjechisch tennisser
- 1984 - Habiba Ghribi, Tunesisch atlete
- 1985 - Mihail Alexandrov, Bulgaars-Amerikaans zwemmer
- 1985 - Stephen Bunting, Engels darter
- 1985 - Antonio Nocerino, Italiaans voetballer
- 1985 - Linda Villumsen, Deens-Nieuw-Zeelands wielrenster
- 1986 - Nikolas Maes, Belgisch wielrenner
- 1986 - Luca Marin, Italiaans zwemmer
- 1986 - Leighton Meester, Amerikaans actrice en zangeres
- 1987 - Kevin Gameiro, Frans voetballer
- 1987 - Blaise Matuidi, Frans voetballer
- 1987 - Jesse McCartney, Amerikaans acteur en zanger
- 1987 - Sara Petersen, Deens atlete
- 1987 - Evander Sno, Nederlands voetballer
- 1988 - Jan Denuwelaere, Belgisch veldrijder
- 1989 - Monique Smit, Nederlands kapster en zangeres
- 1990 - Nelly Moenne-Loccoz, Frans snowboardster
- 1990 - Kristen Stewart, Amerikaans actrice
- 1991 - Sofie Juárez, Andorrees alpineskiester
- 1991 - Alexander Ring, Fins voetballer
- 1991 - Tamara Tippler, Oostenrijks alpineskiester
- 1992 - Abdelmajid Doudouh, Belgisch voetballer
- 1992 - Farid Hasanov, Azerbeidzjaans zanger
- 1993 - Richárd Bohus, Hongaars tennisser
- 1994 - Sven Dhoest, Belgisch voetballer
- 1995 - Garett Grist, Canadees autocoureur
- 1996 - Pauline Burlet, Belgisch actrice
- 1998 - Elle Fanning, Amerikaans actrice
- 1998 - Dániel Nagy, Hongaars autocoureur
- 1998 - Gabriel Tual, Frans atleet
- 1999 - Saddiq Bey, Amerikaans basketballer
- 1999 - Jeroen Kampschreur, Nederlands alpineskiër
- 1999 - Lil Nas X, Amerikaans rapper en singer-songwriter
- 1999 - Anamaria Vartolomei, Frans-Roemeens actrice
- 2000 - Jackie Evancho, Amerikaans zangeres
- 2000 - Marijn Kuipers, Nederlands vlogger en presentatrice
- 2000 - Brenock O'Connor, Engels acteur
- 2000 - Kaori Sakamoto, Japans kunstschaatsster
- 2000 - Marion Thénault, Canadees freestyleskiester
- 2004 - Philip Brittijn, Nederlands voetballer

## Overleden
- 491 - Zeno, Oost-Romeins keizer

Maria Louise van Hessen-Kassel,
overleden in 1765

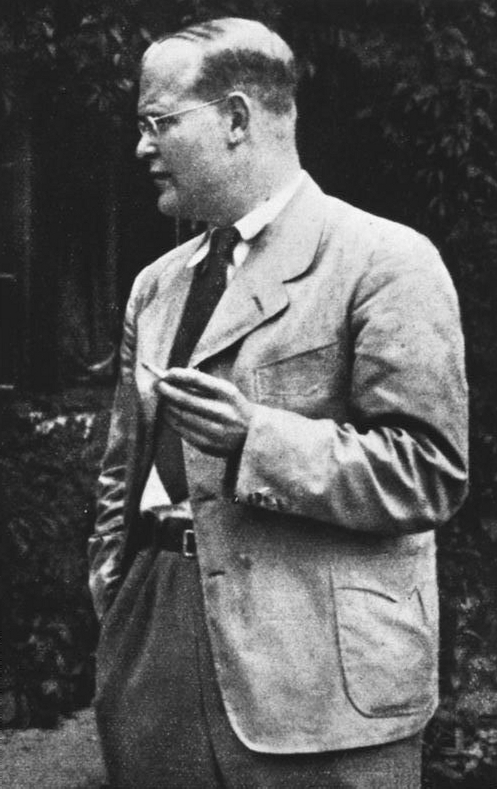
Dietrich Bonhoeffer,
overleden in 1945

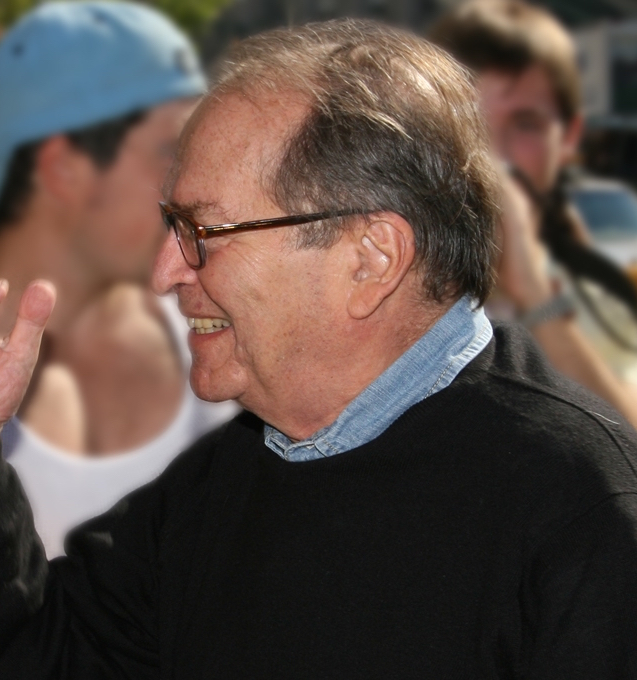
Sidney Lumet,
overleden in 2011

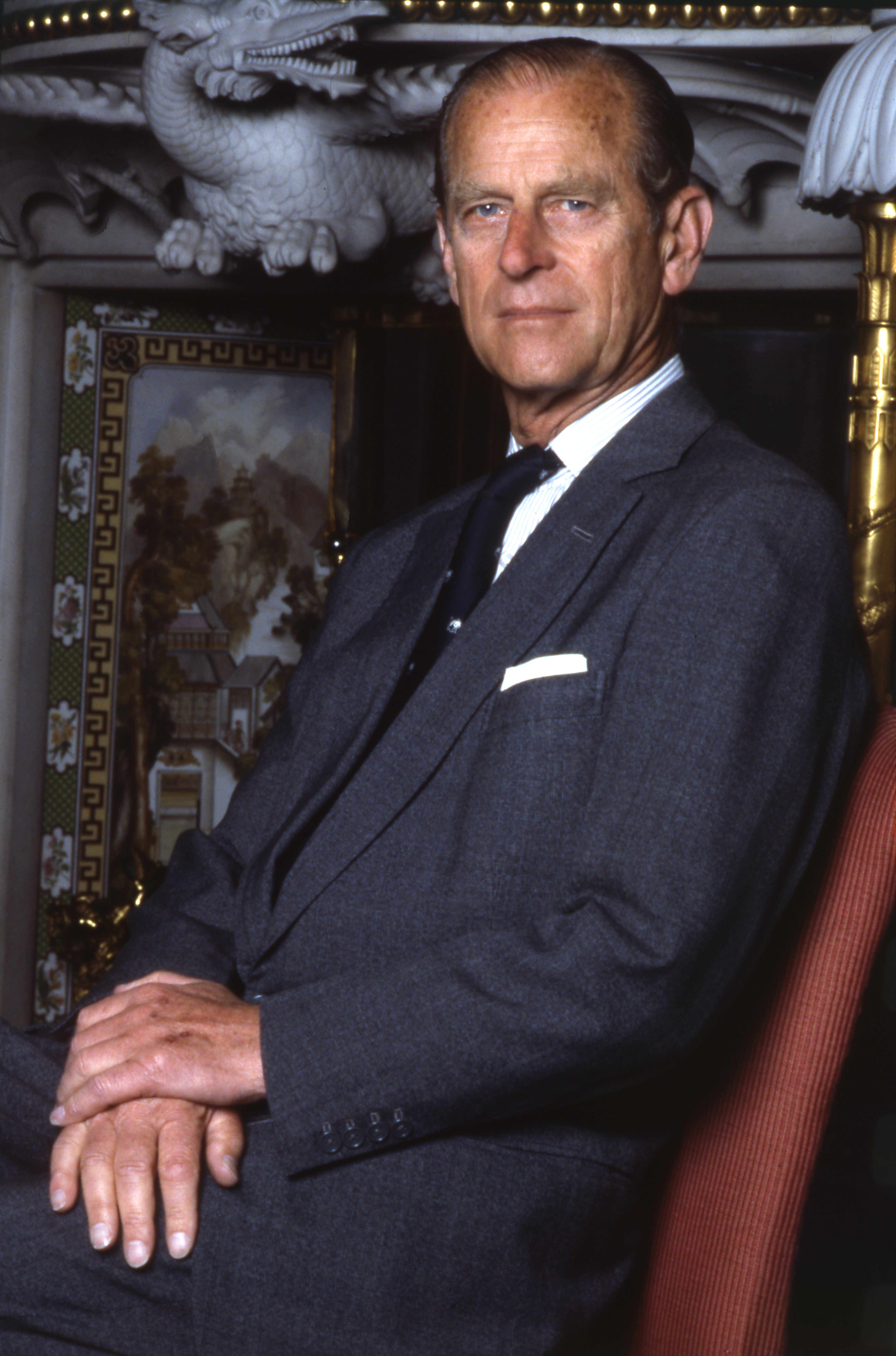
Philip Mountbatten, overleden in 2021

- 715 - Paus Constantijn I, paus van 708-715
- 1024 - Paus Benedictus VIII, paus van 1012-1024
- 1302 - Constance II van Sicilië (c. 53), koningin-gemalin van Aragón en co-koningin van Sicilië
- 1483 - Eduard IV (40), Engels koning
- 1567 - Johan I van Waldeck-Landau (~45), Duits graaf
- 1626 - Francis Bacon (65), Brits filosoof, wetenschapper en politicus
- 1747 - Leopold I van Anhalt-Dessau (70), vorst van Anhalt-Dessau
- 1765 - Maria Louise van Hessen-Kassel (77), Nederlands regentes
- 1804 - Jacques Necker (71), Frans staatsman
- 1806 - Willem V (58), Nederlands stadhouder
- 1851 - Charles Goethals (68), Belgisch generaal
- 1873 - Charles Allston Collins (45), Engels schilder en schrijver
- 1880 - John Hutt (84), 2e gouverneur van West-Australië
- 1882 - Dante Gabriel Rossetti (53), Engels dichter en kunstschilder
- 1931 - Josephine Koning (68), Nederlands kloosterzuster3
- 1942 - Hans de Beaufort (26), Nederlands motorcoureur en verzetsstrijder
- 1943 - Jimmy Ashcroft (64), Engels voetballer
- 1943 - Philip Slier (19), Nederlands typograaf
- 1944 - Willy Derby (58), Nederlands zanger
- 1945 - Dietrich Bonhoeffer (39), Duits theoloog en antifascist
- 1945 - Wilhelm Canaris (58), Duits militair
- 1945 - Georg Elser (42), Duits verzetsstrijder
- 1945 - Henri Vullinghs (61), Nederlands pastoor en verzetsstrijder
- 1945 - Hans Oster (57), Duits generaal
- 1957 - Frederik Lim A Po (57), Surinaams politicus
- 1959 - Frank Lloyd Wright (91), Amerikaans architect
- 1961 - Zog I of Ahmed Zogu (65), Albanees premier, president en koning
- 1978 - René Carol (57), Duits schlagerzanger
- 1981 - Armand Lepaffe (73), Belgisch atleet
- 1984 - Jan Chapelle (73), Belgisch atleet
- 1984 - Willem Sandberg (87), Nederlands ontwerper, typograaf en directeur van het Stedelijk Museum
- 1986 - Pamela Wedekind (79), Duits actrice en zangeres
- 1988 - Brook Benton (56), Amerikaans pop- en r&b-zanger
- 1988 - Dave Prater (50), Amerikaans soul- en r&b-zanger
- 1989 - Albert Vigoleis Thelen (85), Duits schrijver
- 1991 - Forrest Towns (77), Amerikaans atleet
- 1995 - Paola Borboni (95), Italiaans actrice
- 2002 - Pat Flaherty (76), Amerikaans autocoureur
- 2004 - Julius Sang (55), Keniaans atleet
- 2005 - Anton Heyboer (81), Nederlands schilder
- 2010 - Kenneth McKellar (82), Brits zanger
- 2010 - Zoltán Varga (65), Hongaars voetballer
- 2011 - Pierre Celis (85), Belgisch brouwer
- 2011 - Sidney Lumet (86), Amerikaans filmregisseur
- 2012 - Mark Lenzi (43), Amerikaans schoonspringer
- 2013 - Emilio Pericoli (85), Italiaans zanger
- 2013 - Paolo Soleri (93), Italiaans architect
- 2013 - Louis Stotijn (94), Nederlands fagottist en dirigent
- 2014 - Jos Chabert (81), Belgisch politicus
- 2014 - René Mertens (92), Belgisch wielrenner
- 2014 - Ferdinando Terruzzi (90), Italiaans baanwielrenner
- 2015 - Nina Companeez (77), Frans filmregisseuse en scenarioschrijfster
- 2015 - Margaret Rule (86), Brits archeologe
- 2016 - Ludwig Otten (92), Nederlands componist
- 2017 - Peter Hansen (95), Amerikaans acteur
- 2017 - Jan Reginald Zuidema (94), Nederlands hoogleraar
- 2018 - Nathan Davis (81), Amerikaans multi-instrumentalist
- 2018 - Arthy Gorré (68), Surinaams militair
- 2018 - Jampie Kuneman (94), Nederlands voetballer en verzetsman
- 2019 - Paul Severs (70), Belgisch zanger, muzikant en liedjesschrijver
- 2020 - Paul Gilissen (85), Nederlands burgemeester
- 2020 - Bert van de Kamp (73), Nederlands muziekjournalist
- 2020 - Richard Teitelbaum (80), Amerikaans synthesizerspeler, improvisatiemuzikant en componist
- 2021 - Philip Mountbatten (99), Grieks-Brits echtgenoot van Elizabeth II
- 2021 - DMX (Earl Simmons) (50), Amerikaans rapper
- 2022 - Michel Delebarre (75), Frans politicus
- 2022 - Chiara Frugoni (82), Italiaans historica
- 2022 - Henk Hermsen (84), Nederlands waterpolospeler
- 2022 - Jack Higgins (92), Brits schrijver
- 2023 - Huub Oosterhuis (89), Nederlands dichter en theoloog
- 2024 - Vladimir Aksjonov (89), Russisch kosmonaut
- 2024 - Tertuliano Severiano dos Santos (Terto) (77), Braziliaans voetballer
- 2024 - Max Werner (70), Nederlands zanger en drummer
- 2025 -  Jaap van der Niet (80), Nederlands voetbalscheidsrechter

## Viering/herdenking
- Naamdag van Waldetrudis van Bergen (Mons)
- In het Romeinse Rijk viert men de Megalensia ter ere van Cybele. Het feest duurt van 4 april tot 10 april
- Pasen in 1651, 1662, 1719, 1730, 1871, 1882, 1939, 1944, 1950, 2023, 2034, 2045.
- rooms-Katholieke kalender:
  - Heilige Waldetrudis van Bergen († 686/8) - Gedachtenis (in bisdom Doornik)
  - Heilige Casilda van Toledo († 1107)
  - Heilige Hugo van Rouen († 730)
- Dag van de Finse Taal

## Weerextremen

### Nederland
| | Officiële records | Officiële records | Officiële records |      | Landelijke records | Landelijke records | Landelijke records        |
| Gebeurtenis | Jaar              | Extreem           | Locatie           | Jaar | Extreem            | Locatie            |                           |
| --- | ----------------- | ----------------- | ----------------- | ---- | ------------------ | ------------------ | ------------------------- |
| Laagste etmaalgemiddelde temperatuur (°C) | 1923              | 1,3               | De Bilt           |      | 1977               | 0,0                | Twenthe                   |
| Hoogste etmaalgemiddelde temperatuur (°C) | 1969              | 14,3              | De Bilt           |      | 1952               | 15,8               | Maastricht                |
| Laagste minimumtemperatuur (°C) | 1968              | −4,9              | De Bilt           |      | 2003               | −7,2               | Twenthe                   |
| Hoogste minimumtemperatuur (°C) | 2018              | 9,2               | De Bilt           |      | 1920               | 11,4               | Vlissingen                |
| Laagste maximumtemperatuur (°C) | 1923              | 3,5               | De Bilt           |      | 1923               | 3,5                | De Bilt                   |
| Hoogste maximumtemperatuur (°C) | 1969              | 23,4              | De Bilt           |      | 1969               | 24,8               | Eindhoven                 |
| Hoogste uurgemiddelde windsnelheid (m/s) | 1947              | 17,0              | De Bilt           |      | 1949 1982          | 18,5               | De Kooy Huibertgat        |
| Hoogste windstoot (m/s) | 1951              | 18,5              | De Bilt           |      | 2024               | 25,0               | Houtribdijk, IJmuiden     |
| Langste zonneschijnduur (uur) | 1990              | 12,4              | De Bilt           |      | 1992               | 12,7               | Westdorpe, Wilhelminadorp |
| Langste neerslagduur (uur) | 2012              | 14,0              | De Bilt           |      | 2012               | 18,1               | Deelen                    |
| Hoogste etmaalsom van de neerslag (mm) | 1959              | 10,3              | De Bilt           |      | 1994               | 20,5               | Deelen                    |
| Laagste etmaalgemiddelde relatieve vochtigheid (%) | 1909              | 44                | De Bilt           |      | 1931               | 42                 | Maastricht                |
| Laagste uurwaarde luchtdruk op zeeniveau (hPa) | 1994              | 987,9             | De Bilt           |      | 1994               | 986,0              | Leeuwarden                |
| Hoogste uurwaarde luchtdruk op zeeniveau (hPa) | 1947              | 1037,0            | De Bilt           |      | 1947               | 1038,2             | Maastricht                |
| Officiële records worden altijd gemeten op het KNMI-weerstation in De Bilt. Landelijke records kunnen worden gemeten op elk officieel KNMI-weerstation in Nederland. |                   |                   |                   |      |                    |                    |                           |

Uitzonderlijke gebeurtenissen
- 1928 - Eerste officiële warme dag van het jaar (maximumtemperatuur ≥ 20 °C in De Bilt)
- 1928 - Eerste landelijke warme dag van het jaar gemeten in De Bilt, Eelde en Maastricht (maximumtemperatuur ≥ 20 °C op een officieel weerstation)
- 1952 - Eerste officiële warme dag van het jaar (maximumtemperatuur ≥ 20 °C in De Bilt)
- 1952 - Eerste landelijke warme dag van het jaar gemeten in De Bilt, De Kooy, Eindhoven, Gilze-Rijen, Maastricht, Schiphol, Soesterberg, Twenthe, Valkenburg ZH en Volkel (maximumtemperatuur ≥ 20 °C op een officieel weerstation)
- 1979 - Eerste officiële zachte dag van het jaar (maximumtemperatuur ≥ 15 °C in De Bilt)
- 2024 - Officieel hoogste uurgemiddelde windsnelheid in m/s van april dit jaar gemeten in De Bilt: 9,0 (voorlopig). Samen met 4 en 5 april

### België
Dagrecords
- 1837 - Laagste etmaalgemiddelde temperatuur −1,5 °C. Dit is de koudste dag ooit in de maand april.
- 1952 - Hoogste etmaalgemiddelde temperatuur 16,5 °C
- 1837 - Laagste minimumtemperatuur −4,6 °C. Dit is de laagste minimumtemperatuur ooit in de maand april.
- 1952 - Hoogste maximumtemperatuur 23 °C
- 1951 - Hoogste etmaalsom van de neerslag 22,1 mm

Uitzonderlijke gebeurtenissen
- 1970 - Tijdens de eerste decade van de maand is overal verschillende keren sneeuw gevallen.

<< · 1 · 2 · 3 · 4 · 5 · 6 · 7 · 8 · 9 · 10 · 11 · 12 · 13 · 14 · 15 · 16 · 17 · 18 · 19 · 20 · 21 · 22 · 23 · 24 · 25 · 26 · 27 · 28 · 29 · 30 · >>